# Epipactis atrorubens
Epipactis atrorubens là một loài thực vật có hoa trong họ Lan. Loài này được (Hoffm.) Besser mô tả khoa học đầu tiên năm 1809.

## Hình ảnh

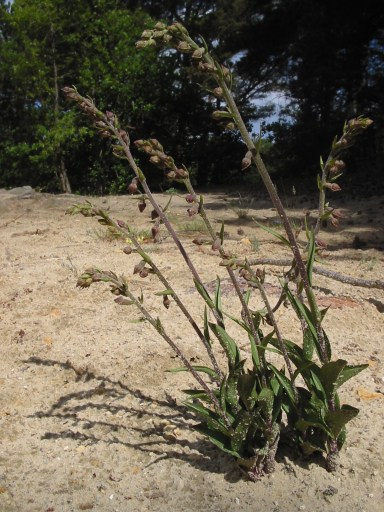
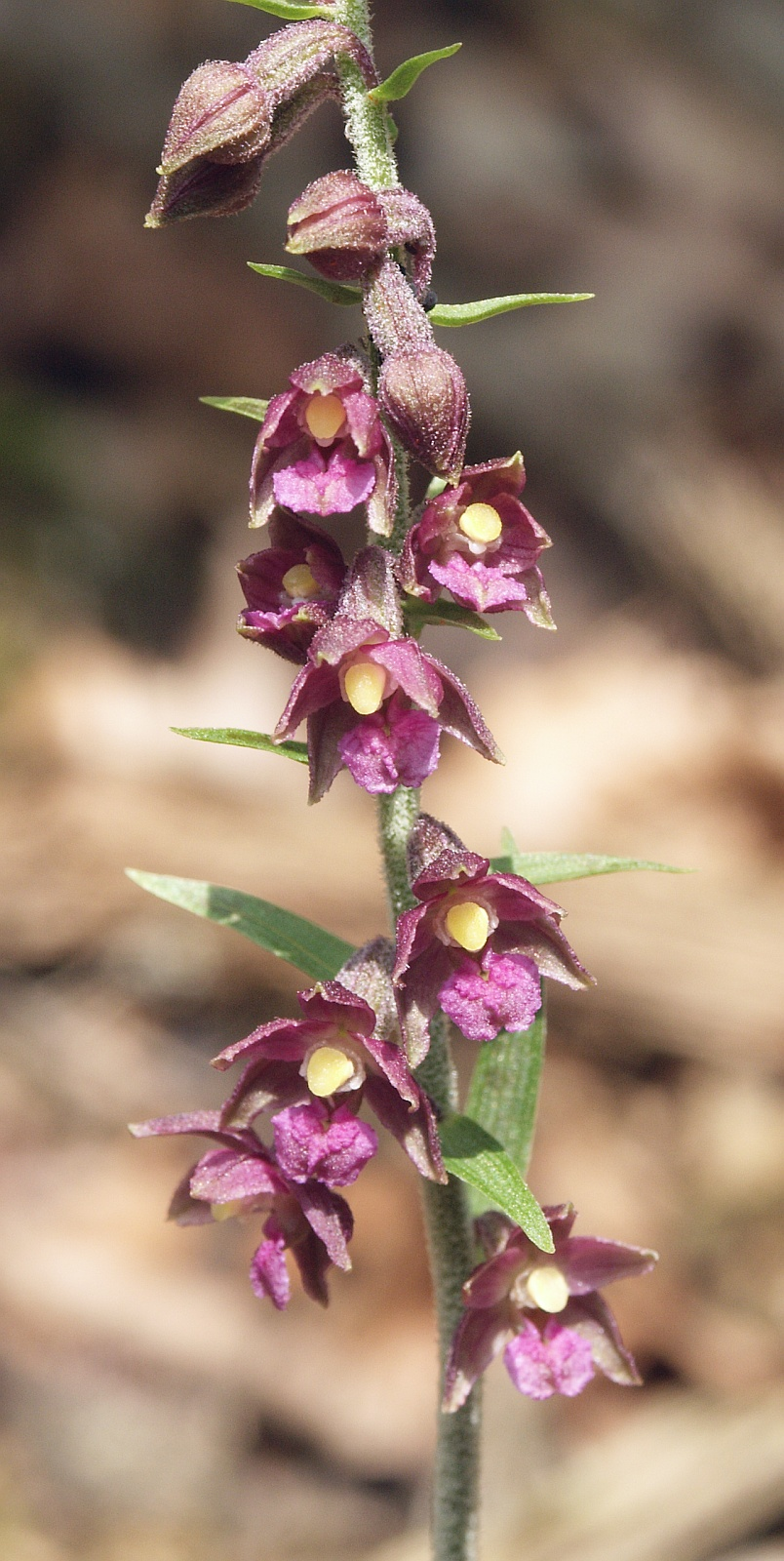
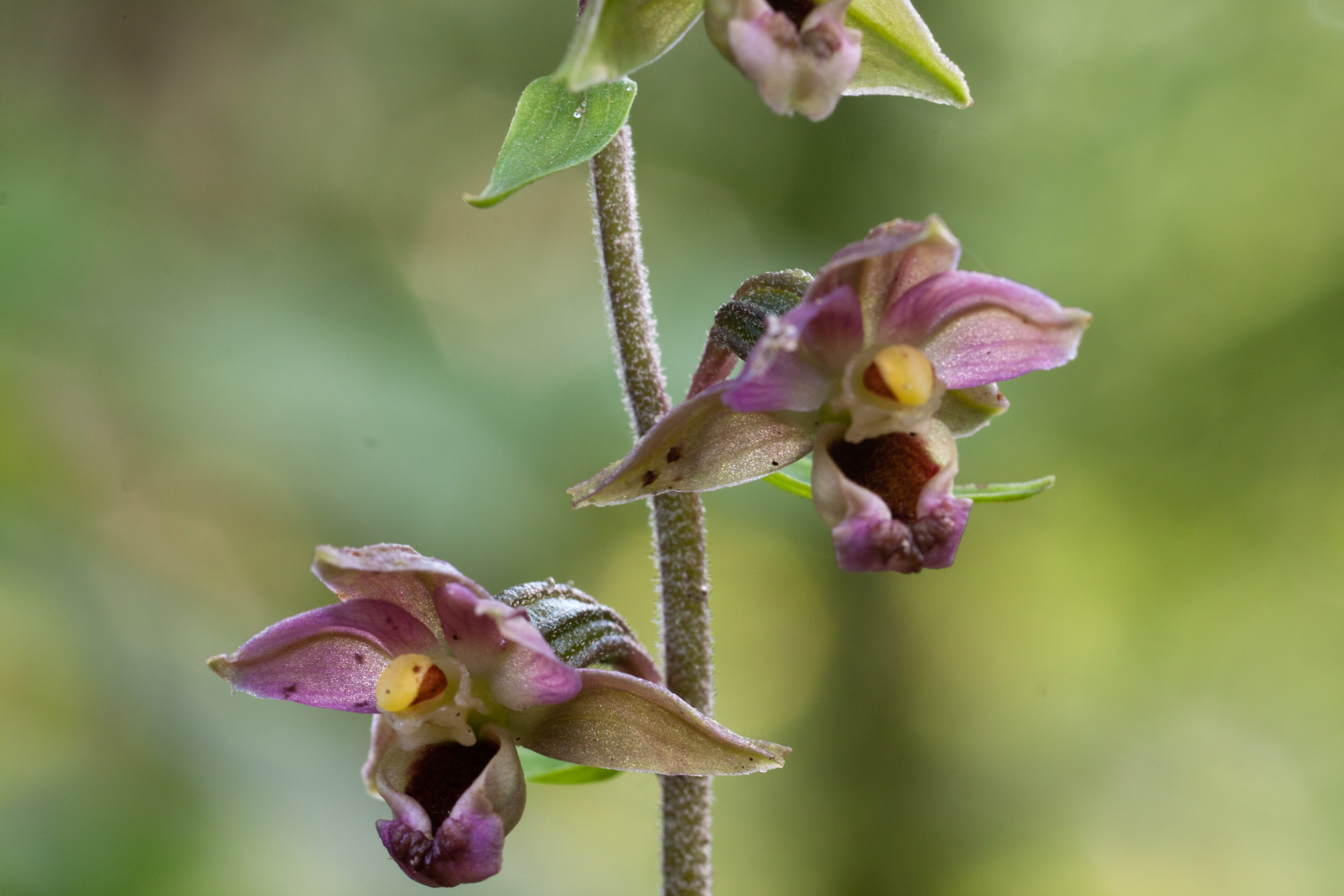
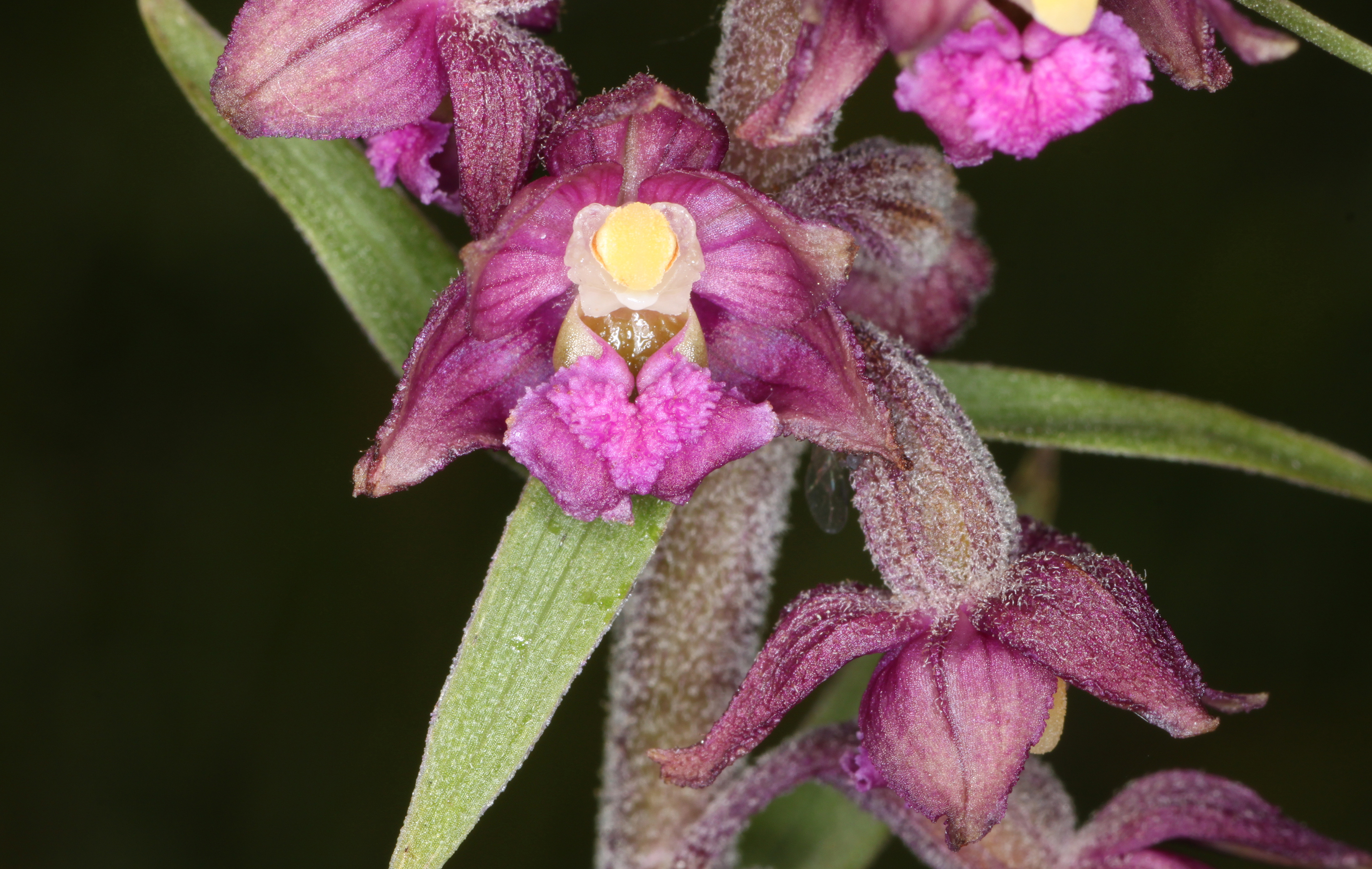